# Фрунзе Довлатян
Фрунзе Вагінакович Довлатян (1927–1997) — радянський вірменський актор, кінорежисер, сценарист, педагог. Народний артист СРСР (1983).

## Життєпис
Фрунзе Довлатян народився 26 травня 1927 року (за іншими джерелами — 27 травня) в Ново-Баязеті Вірменської СРР (нині — Гавар, Вірменія).
У 1941—1952 роках працював актором Азизбеківського районного драмтеатру і Вірменського драматичного театру ім. Г. Сундукяна в Єревані. З 1943 року знімався в кіно.
У 1947 році Фрунзе Довлатян закінчив театральну студію при Вірменському драматичному театрі імені Г. Сундукяна, в 1959 році — режисерський факультет ВДІКу (майстерня Сергія Герасимова і Тамари Макарової).
У 1959—1964 роках працював на ЦСДФ, ЦКДЮФ імені М. Горького, «Мосфільмі».
У 1963 року Фрунзе Довлатян перейшов на посаду режисера-постановника кіностудії «Вірменфільм» (з 1986 по 1992 рік — художній керівник).
У 1981—1997 роках працював завідувачем кафедрою факультету культури Єреванського педагогічного інституту (нині Вірменський державний педагогічний університет імені Хачатура Абовяна).
У 1966—1969 роках — перший секретар, з 1969 року — секретар Союзу кінематографістів Вірменської РСР. Член художньої ради Держкіно СРСР.
Член ВКП(б) з 1951 року. У 1989—1991 рр. — народний депутат СРСР
Помер Фрунзе Довлатян 30 (за іншими даними 31) серпня 19у97 року. Похований в Єревані на Тохмахськом кладовищі.

## Нагороди та звання
- Заслужений діяч мистецтв Вірменської РСР (1966).
- Народний артист Вірменської РСР (03.09.1969).
- Заслужений діяч культури Польщі (1979)[7].
- Народний артист СРСР (1983).
- Сталінська премія другого ступеня (1950) — за виконання ролі у виставі «Ці зірки наші» Григора Тер-Григоряна і Левона Карагезяна на сцені Вірменського АДТ імені Г. Сундукяна.
- Державна премія Вірменської РСР (1967)[6] — за фільм «Здрастуй, це я!» (1966).
- Державна премія Вірменської РСР (1971)[8] — за фільм «Брати Сарояни» (1968).
- Приз журі ігрових фільмів (Всесоюзний кінофестиваль, фільм «Самотня орешина», 1987).
- Дипломант почесного призу «За внесок у кіномистецтво» (Фестиваль російського кіно «Вікно в Європу», Виборг, 1997).
- Орден Трудового Червоного Прапора (1981).

## Фільмографія
Актор:
- 1943 — Давид-Бек — онук мелека Мансура
- 1947 — Анаіт — Вачаган
- 1959 — Про що шумить річка — Армен Манукян
- 1960 — Яша Топорков
- 1965 — Здрастуй, це я! — Зарян
- 1968 — Брати Сароян — Гайк Сароян
- 1977 — Вклонися дню, що настав
- 1986 — Чужі ігри — Асланян
- 1987 — Самотня горішина — Камсарян
- 1994 — Лабіринт — Абель.

Режисер і автор сценарію:
- 1958 — Хто винен? (короткометражний) — режисер спільно з Левом Мирським
- 1961 — Кар'єра Діми Горіна — режисер спільно з Л. С. Мирським
- 1963 — Ранкові поїзди — режисер спільно з Л. С. Мирським
- 1965 — Здрастуй, це я! — режисер
- 1972 — Хроніка єреванських днів — режисер, автор сценарію
- 1976 — Народження — режисер
- 1979 — Живіть довго — режисер, автор сценарію
- 1982 — Крик павича — автор сценарію
- 1986 — Одинока орешина — режисер, автор сценарію
- 1990 — Туга — режисер.

Художній керівник:
- 1968 — Брати Сарояни

## Пам'ять
У 2012 році, в рамках фестивалю національного кіно «Кіноосінь» був проведений ювілейний вечір приурочений до 85-річчя Фрунзе Довлатяна.